# Koçgiriupproret
Koçgiri-upproret (Kurdiska: Serhildana Qoçgiriyê; Turkiska Koçgiri isyanı) var ett kurdiskt uppror som började i den överväldigande militanta Koçgiri-regionen i nuvarande östra Sivasprovinsen i februari 1921. Upproret var ursprungligen alevitiskt, men det lyckades samla stöd från närliggande sunnitiska stammar. Stamledarna hade en nära relation med Sällskapet för Kurdistans uppgång (SAK). Upproret besegrades i juni 1921.

## Bakgrund
Efter att Sèvresfördraget undertecknades började kurderna känna sig mer tillitsfulla för att de kunde uppnå åtminstone någon form av autonom regering för sig själva. Abdulkadir Ubeydullah, son till Sheikh Ubeydullah och president för SAK, stödde idén om kurdisk autonomi inom Turkiet. Men Nuri Dersimi och Alisher Efendi ville ha mer än autonomi, de ville etablera ett självständigt Kurdistan enligt artikel 64 i fördraget. Mustafa Kemal följde upp händelserna i Dersim-området och när det kom till hans kännedom att några av kurderna strävade efter autonomi i linje med de fjorton punkter som tillkännagivits av USA:s president Woodrow Wilson, svarade han att Wilsons plan var värdelös för folken i de östra provinserna och att de hellre borde följa hans turkiska nationaliströrelse.

## Förhandlingar
Kurderna runt Dersim började förbereda sig för en eventuell uppgörelse med de turkiska nationalisterna och de gjorde även razzior mot flera turkiska vapenförråd. I oktober 1920 erövrade de tillräckligt för att känna sig i en stark position och Alisan Bey, ledaren för Refahiye, förberedde stammarna för självständighet. Slutligen, den 15 november 1920, avgav de en deklaration till kemalisterna som angav följande.
- Regeringen i Ankara bör följa det avtal som kurderna hade med sultanen i Istanbul och acceptera den kurdiska autonomin.
- Regeringen i Ankara bör också informera de personer som skrev deklarationen om deras inställning till ett autonomt Kurdistan.
- Alla kurdiska fångar i fängelserna i Erzincan, Malatya, Elaziz (idag Elazıĝ) och Sivas ska släppas.
- Den turkiska administrationen i områden med kurdisk majoritet måste lämna
- Och den turkiska militären som skickats till de kurdiska områdena borde dra sig tillbaka

De begärde svar senast den 24 november 1920. Den 25 december krävde kurderna återigen att de skulle få fler politiska rättigheter i provinserna Diyarbakir, Bitlis, Van och Elaziz, i enlighet med Sèvresfördraget. Kemalisterna lyssnade först på deras krav på mer politisk frihet, men flyttade samtidigt betydande trupper till regionen för att kväsa upproret. Ändå försökte den turkiska regeringen lura kurderna genom att skicka guvernören i Elaziz till Pertek för att försäkra dem om att Mustafa Kemal gick med på begäran. Mustafa Kemal nominerade till och med ytterligare parlamentsledamöter från regionen. Den turkiska regeringen erbjöd sig också att tilldela regionen en kurdisk Mütessarif, men revolutionärerna representerade av Seyit Riza och Alişan Bey (tjänsteman från Refahiye) avslog erbjudandet och upprepade sitt krav att de vill ha en oberoende kurdisk regering och inte en som Ankara påtvingar.

## Upproret
Efter detta svar beordrade Mustafa Kemal att Nuri Dersimi skulle gripas och den 20 december greps han och fördes till fängelse.
Befälhavaren för centralarmén, Nureddin Pasha, skickade en styrka på cirka 3 000 kavallerister och oregelbundna soldater, inklusive Topal Osmans bataljoner. I februari började strider mellan partierna och turkarna krävde de kurdiska revolutionärernas villkorslösa kapitulation. En första större strid mellan fraktionerna slutade segerrik för kurderna, men striderna fortsatte och rebellerna var krossade den 17 juni 1921.
Innan han förtryckte rebellerna sa Nureddin Pasha (enligt vissa källor tillhör detta uttalande Topal Osman):
I hemlandet (Turkiet) rensade vi ut folk som säger 'zo' (armenier), jag ska rensa ut folk som säger 'lo' (kurder) med rötterna.–Turkish original
Förtryckets brutalitet fick den stora nationalförsamlingen att besluta att ställa Nureddin Pasha inför rätta. Även om Nureddin Pasha avskedades den 3 november 1921 och kallades tillbaka till Ankara, ingrep Mustafa Kemal Pasha och förhindrade en rättegång.
Brutaliteten i de turkiska styrkornas handlingar chockerade även vissa ledamöter i Ankaras nationalförsamling. En av representanterna sade: ”Afrikanska barbarer skulle inte ens acceptera sådana överdrifter”.